# Reality.doc
Reality.doc fue un programa de televisión chileno transmitido por Canal 13, hecho en conmemoración de los 12 años de los reality shows en Chile.
El programa revelará los secretos de los diecinueve realities del canal, los que se sitúan en doce años del género. En cada capítulo, Reality.doc revivirá momentos inolvidables revelando situaciones inéditas y respondiendo las preguntas que hasta ahora nadie se animó a contestar. Todo lo que nunca nadie contó, ni filtró; relatado por los protagonistas y los creadores de cada éxito.

## Episodios

### Primera temporada (2015)
| # Serie | # Temporada | Título                                    | Primera emisión       | Rating |
| --- | ----------- | ----------------------------------------- | --------------------- | ------ |
| 1 | 1           | «Érase una vez un reality...»             | 27 de enero de 2015   | 13.1   |
| En el primer capítulo revelaron la verdad de situaciones de los realities que en su momento causaron revuelo en los medios de comunicación, como por ejemplo: la historia de la famosa pastilla que Dj Black entregó a Cathy Barriga en "La granja VIP". También se refirieron a cómo cambió la forma de ver y hacer televisión, cómo se gestó cada reality y el impacto mediático que vivieron los protagonistas del primer reality chileno, el salto a la fama y cómo les cambió la vida. |             |                                           |                       |        |
| 2 | 1           | «De nerds a heróes...»                    | 3 de febrero de 2015  | 11.6   |
| En el segundo capítulo revelaron la verdad de situaciones de los realities Amor ciego y 1810, como por los besos nunca vistos entre los protagonistas del primero y el cruce de la cordillera durante dos días en el segundo. |             |                                           |                       |        |
| 3 | 1           | «Sexo, ninjas y videos...»                | 10 de febrero de 2015 | —      |
| El tercer capítulo, mostró por primera vez el censurado beso que se dieron Wilma González y Mariana Marino en el exitoso reality Mundos opuestos. Además, se reveló cómo se gestó la idea de este reality que se convirtió en un verdarero fenómeno. También confesaron cómo se las arreglaban para tener sexo durante el encierro. Se destacó el alto índice de audiencia que tuvo este reality, las apreciaciones de la prensa y las comparaciones con una teleserie por los triángulos amorosos que se formaron. El cómo un reality logró ganarle a un importante evento como es el Festival de Viña del Mar y la venta del formato a Estados Unidos. Además, se habló de Año 0. Sus realizadores y protagonistas recordaron la travesía por el desierto y la presión de estar a tres días del aire sin poder comenzar a grabar. Las adversidades que pasaron durante su viaje y los problemas que pasaron a causa de la lluvia; la polémica que causó el que los participantes bebieran su propia orina para sobrevivir; y el ataque de los ninjas en la casa-estudio. También comentaron la analogía del reality con Canal 13, su reconstrucción y el ser el primer programa en una nueva era del canal. |             |                                           |                       |        |
| 4 | 1           | «Las primeras teleseries de la vida real» | 17 de febrero de 2015 | 9.9    |
| El cuarto capítulo, mostró los triángulos amorosos que no son nada nuevo en la televisión chilena, pero nunca antes fueron tan auténticos como en los realitites. |             |                                           |                       |        |
| 5 | 1           | «El humor en tiempos de realities»        | 24 de febrero de 2015 | —      |
| En el quinto capítulo, se mostró desde Mario Ortega hasta Junior Playboy, fueron varios los personajes con particulares personalidades en la historia de los reallities. |             |                                           |                       |        |
| 6 | 1           | «Triángulos perfectos»                    | 3 de marzo de 2015    | —      |
| En el sexto capítulo, se mostró como Dominique Gallego y Michelle Carvalho tuvieron innumerables roces por el amor de "Joche" en Mundos opuestos. |             |                                           |                       |        |
| 7 | 1           | «Campeones»                               | 10 de marzo de 2015   | —      |
| En el séptimo capítulo, se mostraron a los mejores competidores de la historia de los realities contaron sus hazañas en cada edición. Desde Gonzalo Egas hasta Pangal Andrade se recordó en esta ocasión. |             |                                           |                       |        |
| 8 | 1           | «Mi villana favorita»                     | 17 de marzo de 2015   | —      |
| Angélica Sepúlveda se dio a conocer en los realities que participó por su particular personalidad, además del comentado mito de sus supuestas "brujerías". |             |                                           |                       |        |
| 9 | 1           | «Amigos y enemigos»                       | 24 de marzo de 2015   | —      |
| Gonzalo Egas y Arturo Longton fueron los protagonistas de este episodio en el que recordaron sus "encontrones" en los realities. |             |                                           |                       |        |
| 10 | 1           | «La fama después de la fama»              | 31 de marzo de 2015   | —      |
| Dominique Gallego y otros tantos personajes contaron como siguieron sus vidas tras sus participaciones en los realities. |             |                                           |                       |        |
| 11 | 1           | «Nacido para los realities»               | 7 de abril de 2015    | —      |
| En este capítulo revisamos la historia de un ícono chico reality, Arturo Longton. |             |                                           |                       |        |
| 12 | 1           | «Sexo, matorrales y algo más»             | 14 de abril de 2015   | —      |
| Sexo, el tema tabú en todos los realities es lo que se revisó en el capítulo de hoy, los secretos y confesiones mejores guardados e imágenes inéditas. |             |                                           |                       |        |

### Segunda temporada (2015)
| # Serie | # Temporada | Título                       | Primera emisión     | Rating |
| --- | ----------- | ---------------------------- | ------------------- | ------ |
| 1 | 2           | «La guerra y la paz»         | 21 de abril de 2015 | —      |
| En este capítulo revivimos la ternura de la última “chica reality”, la abuelita Naná, su participación en MasterChef (Chile) y su coronación como Reina Guachaca. En contraste, mostramos la pugna entre dos famosos, Félix Soumastre y Edmundo Varas con imágenes inéditas de su pelea. |             |                              |                     |        |
| 2 | 2           | «Supervivencia al límite»    | 28 de abril de 2015 | —      |
| Supervivencia al límite, en este episodio revisamos lo más extremo que tuvieron que vivir los participantes en los realities, años después los propios protagonistas nos cuentan su experiencia.                                                                                         |             |                              |                     |        |
| 3 | 2           | «El bueno y el malo»         | 5 de mayo de 2015   | —      |
| En este episodio revisamos los mejores momentos de Juan Pablo Álvarez “el bueno” de los realities, un ejemplo de humildad y compañerismo, en contraste con Juan Lacassie “el malo” uno de los personajes más recordados y odiados de éstos programas.                                    |             |                              |                     |        |
| 4 | 2           | «Fútbol, modelos y algo más» | 12 de mayo de 2015  | —      |
| La combinación perfecta en los realities, futbolistas y modelos, parejas que se formaron y líderes de competencias que quedaron en la retina de todos. |             |                              |                     |        |